# Izdebnik (Trzęsówka)
Izdebnik – przysiółek wsi Trzęsówka w Polsce, położony w województwie podkarpackim, w powiecie kolbuszowskim, w gminie Cmolas. Izdebnik należy do sołectwa Trzęsówka.
W latach 1975–1998 przysiółek administracyjnie należał do województwa rzeszowskiego.